# Biel-Leubringen-Bahn
| Wagen 1 bei Bergfahrt kurz vor der Halteposition in der Bergstation Evilard/Leubringen |                     |                                         |             |
| Fahrplanfeld: | 2023 (früher: 1023) |                                         |             |
| Streckenlänge: | 0,920 km            |                                         |             |
| Spurweite: | 1000 mm (Meterspur) |                                         |             |
| |                     |                                         |             |
| \| \| \| Biel/Bienne Leubringenb.(Funi) \| 452 m ü. M. \| \| \| \| Biel/Bienne Beaumont Koordinaten: 47° 8′ 46″ N, 7° 14′ 32″ O; CH1903: 585100 / 221710 bei Ausweichstelle \| 686 m ü. M. \| \| \| \| Evilard/Leubringen \| 694 m ü. M. \| |                     |                                         |             |
| Kopfbahnhof Streckenanfang |                     | Biel/Bienne Leubringenb.(Funi)          | 452 m ü. M. |
| Haltepunkt / Haltestelle |                     | Biel/Bienne Beaumont bei Ausweichstelle | 686 m ü. M. |
| Kopfbahnhof Streckenende |                     | Evilard/Leubringen                      | 694 m ü. M. |

Die am 21. Januar 1898 eingeweihte Biel-Leubringen-Bahn (auch Leubringenbahn, franz.: Funiculaire Bienne-Evilard) ist eine Standseilbahn in der Schweiz und verbindet Biel/Bienne mit Leubringen. Die Höhendifferenz der Bahnanlage beträgt 242 m, die Strecke ist 933 m lang.
1905 wurde die Mittelstation im Quartier Beaumont eröffnet. 1909 wurden die Wagen ersetzt. Anstelle von 28 konnten nun 50 Personen befördert werden und die Geschwindigkeit wurde auf 2,4 m/s erhöht. 1961 wurde die Bahn automatisiert und die Holz- wurden durch Metallwagen ersetzt. Im Jahr 2000 hat die Bahn mit der Biel-Magglingen-Bahn zur FUNIC fusioniert. Im Sommer 2009 wurden die beiden Wagen erneuert. 2014 wurde Funic SA durch die Verkehrsbetriebe Biel übernommen.

Eröffnungsfeier 1898
Beaumont, vor dem Bau der Mittelstation
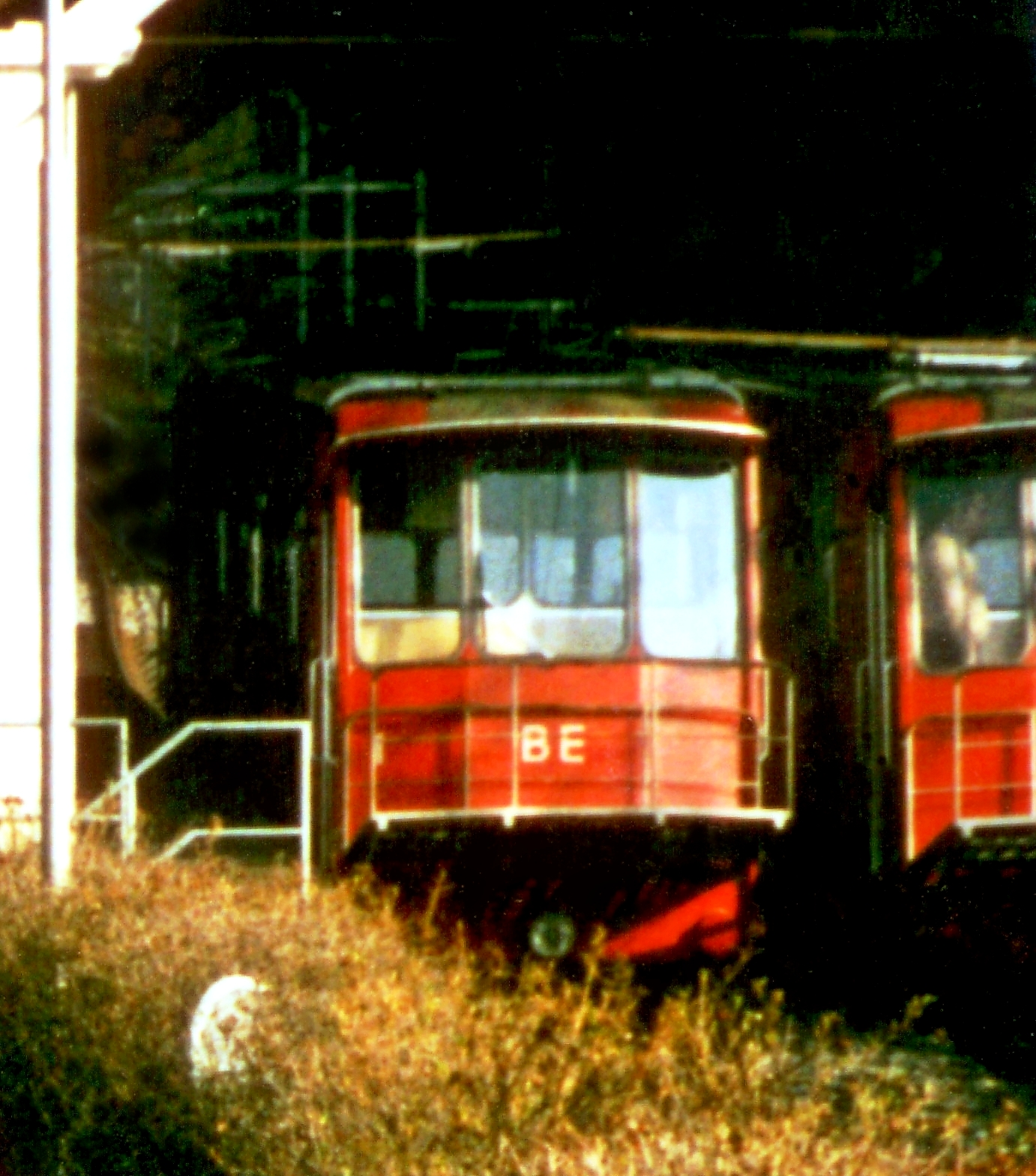
Mittelstation 1986
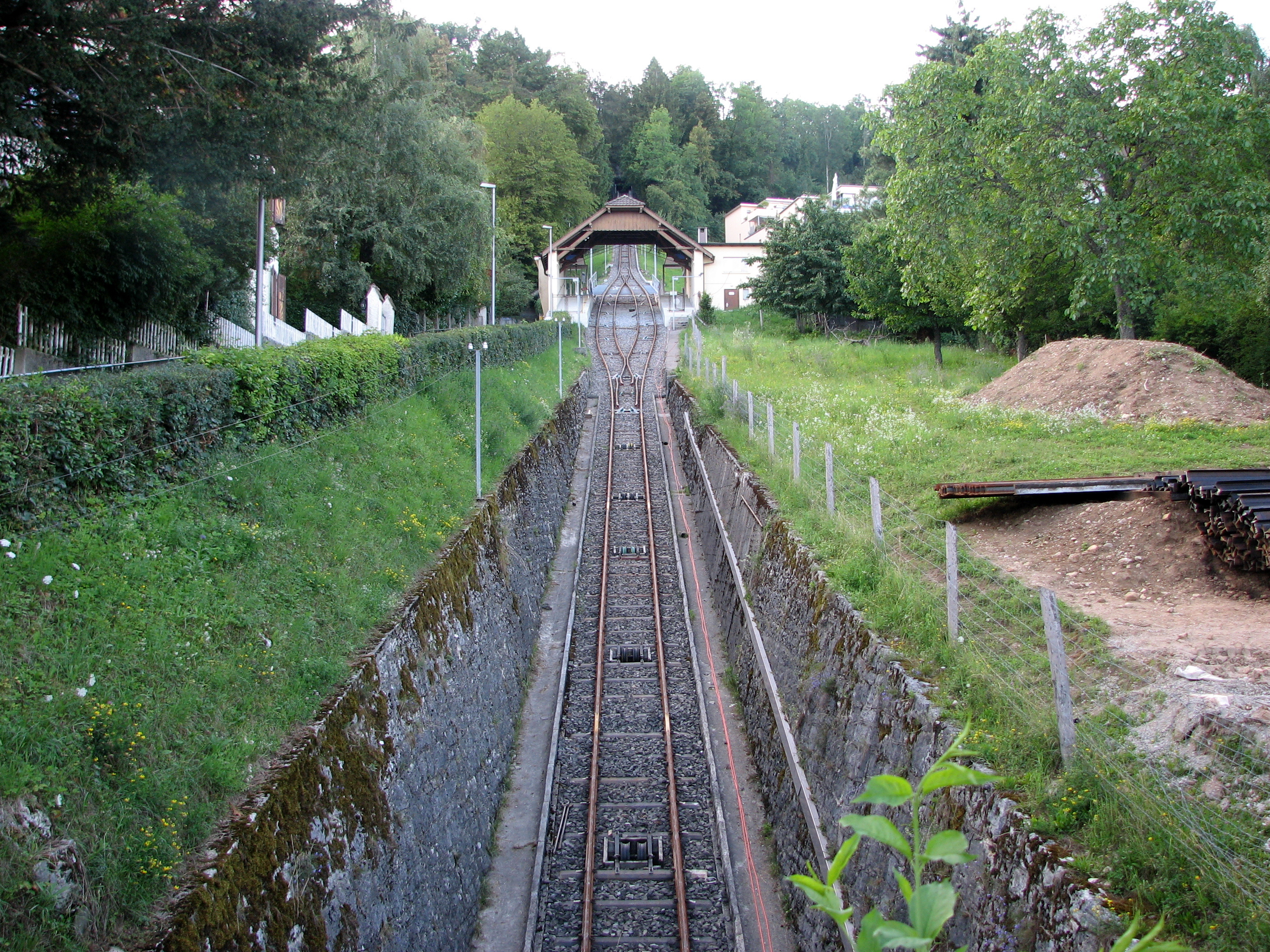
2009 während Unterhaltsarbeiten
Logo von FUNIC
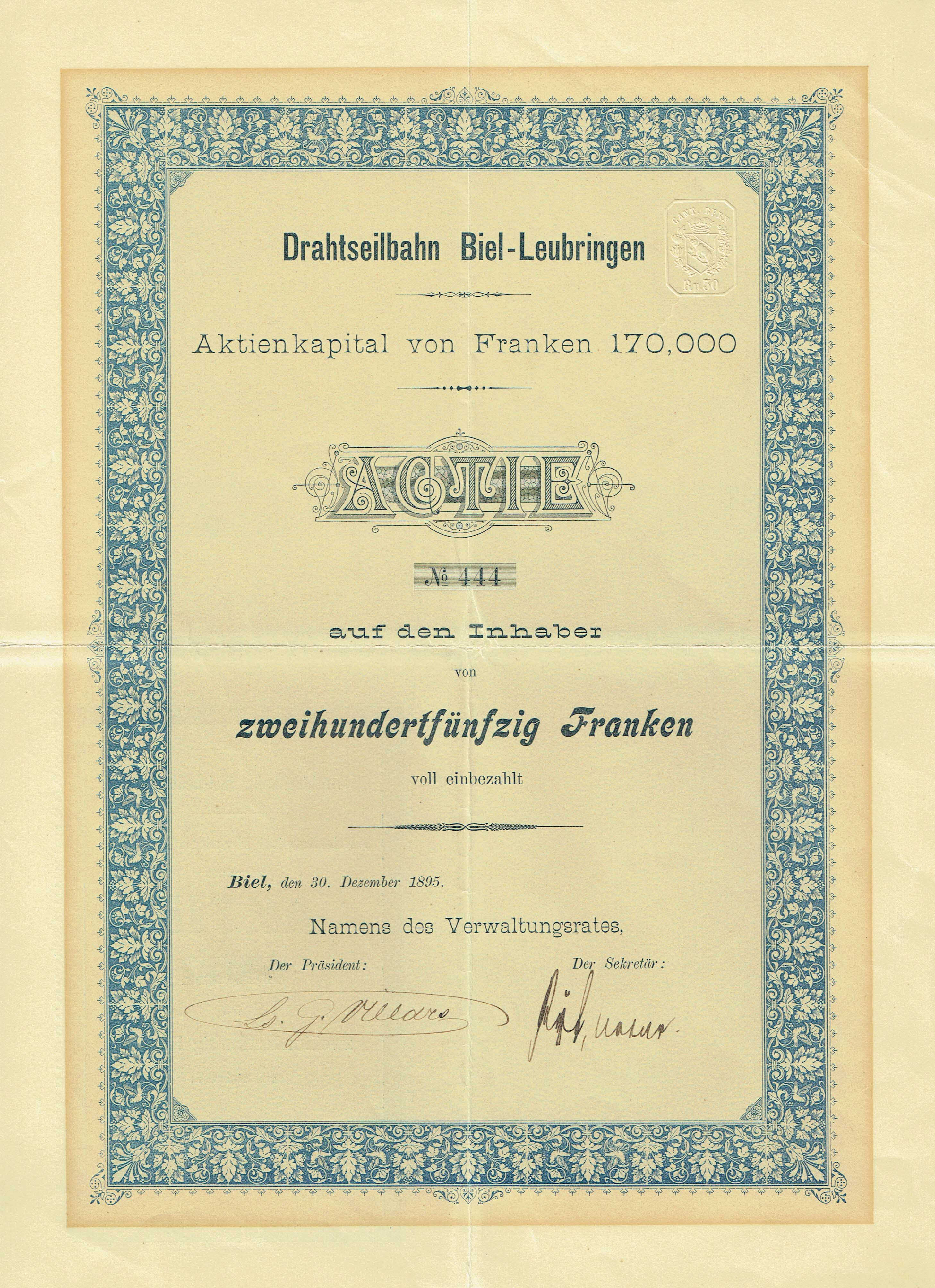
Aktie über 250 Franken der Drahtseilbahn Biel-Leubringen vom 30. Dezember 1895
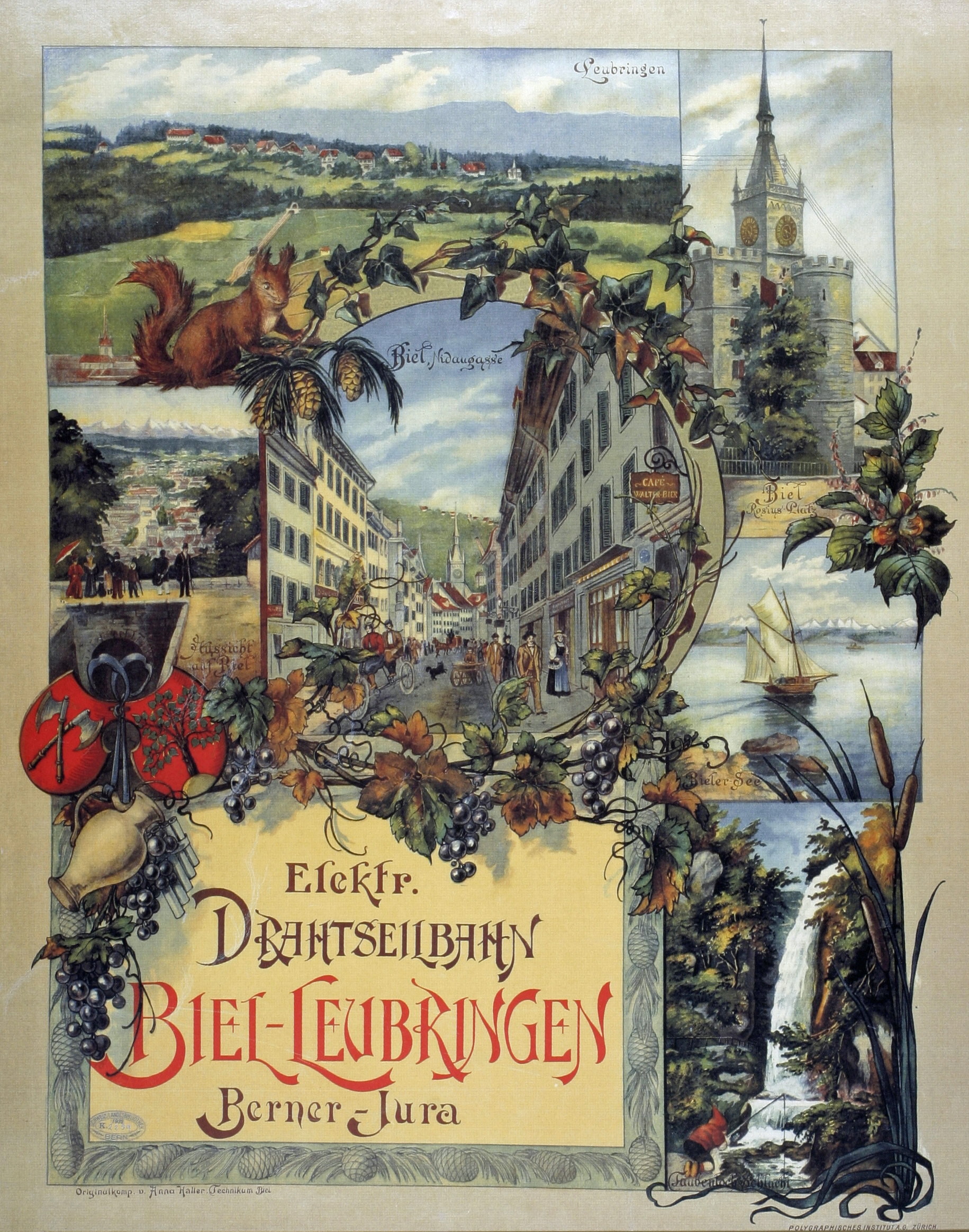
Plakat (ca. 1905)

## Varia
Die Taxen für mitgeführtes Gepäck wurden nur wenige Monate nach der Eröffnung der Bahn durch bundesratlichen Beschluss betreffend Änderung der Konzession teilweise verzehnfacht. Die ursprünglichen Gebühren waren nämlich extrem niedrig und vor allem inkonsistent.